# Psychoda hastata
Psychoda hastata és una espècie d'insecte dípter pertanyent a la família dels psicòdids.

## Descripció
- Tant el mascle com la femella fan 0,72-0,90 mm de llargària a les antenes, mentre que les ales els mesuren 1,07-1,42 de longitud i 0,42-0,55 d'amplada.
- Les antenes presenten 15 segments.[2]

## Distribució geogràfica
Es troba a Papua Nova Guinea.